# Cyphon arcuatus
Cyphon arcuatus es una especie de coleóptero de la familia Scirtidae.

## Distribución geográfica
Habita en Oregón (Estados Unidos).